# Workers Revolutionary Party (Namibia)
Die Workers Revolutionary Party (WRP), zwischen 2009 und 2014 Communist Party of Namibia (CP oder CPN), wurde im Mai 1989 gegründet und schloss für die verfassungsgebende Versammlung eine Allianz mit der United Democratic Front (UDF) für die ersten freien Wahlen in Namibia zur Nationalversammlung. Die UDF war darin ab 1990 mit vier Sitzen vertreten.

## Geschichte
Für die Wahlen 2004 trat die WRP als Teil eines sozialistischen Parteienbündnisses mit der SWANU an, erzielte jedoch keinen Parlamentssitz.
Zwischen 2009 und 2014 zeigte sich die CPN/CP als kommunistische Partei auf ihrer Webseite in der Tradition der Vierten Internationalen.
Bei der Parlamentswahl 2014 trat die Partei erneut unter dem Namen Workers Revolutionary Party an und erzielte mit 1,49 Prozent der abgegebenen Stimmen zwei Sitze in der Nationalversammlung Namibias.

## Wahlergebnisse

### Parlament
| Parlamentswahl | Stimmenanteile | Sitze |
| -------------- | -------------- | ----- |
| 2019           | 0,39 %         | 0/96  |
| 2014           | 1,49 %         | 2/96  |
| 2009           | 0,10 %         | 0/72  |

### Präsident
| Präsidentschaftswahl | Kandidat     | Stimmen | Stimmenanteil |
| -------------------- | ------------ | ------- | ------------- |
| 2009                 | Attie Beukes | 1005    | 0,12 %        |